# Scarlet (gruppo musicale)
Scarlet è una band inglese di musica pop nata nel 1992 e scioltasi dopo la realizzazione del suo secondo album.

## Storia

### Origini
Il trio femminile Scarlet è nato ufficialmente nel 1992, anno della pubblicazione del primo EP. Ma i membri del gruppo in realtà si erano già uniti durante la loro frequenza presso la Wolfreton School di Hull in Inghilterra e parteciparono al "Sound Track Competition" con il nome di Cheap Day Return.

### Carriera
Piccadilly In The Rain fu il loro primo EP pubblicato nel 1992 con l'etichetta Heaven Records e prodotto da Boo Hewerdine, anno in cui i componenti della band compivano 19 anni. L'album conteneva oltre alla title track altre tre canzoni: Nothing's Changed, God Knows e Say If. Boo contribuì anche alla parte vocale della canzone Piccadilly In The Rain. Il secondo singolo Shine On Me Now, realizzato lo stesso anno, conteneva anche due versioni di Moonstruck, traccia che venne in seguito inserita anche nell'LP Naked.
Dopo il successo delle prime canzoni il gruppo si spostò a Londra, ma Joanna Fox decise di lasciare la band. Scarlet, divenuto a tutti gli effetti un duo, nel 1995 pubblicò il primo LP intitolato Naked per l'etichetta WEA. Il singolo Independent Love Song, utilizzato nella colonna sonora del film Amare è... (Bed of Roses) con Christian Slater (e in Italia in uno spot del Campari Aperol), fu uno dei trampolini di lancio di questo gruppo.
Il secondo album, Chemistry, vide la luce nel 1996: non ebbe lo stesso successo del precedente e ne venne pubblicato un solo singolo, Bad Girl. Questo portò l'etichetta discografica a chiudere con la band il contratto e segnò quindi la fine di Scarlet. Nel 2001 il magazine Q ha pubblicato un articolo in cui si afferma che Cheryl Parker e Joanne Youle hanno intrapreso una carriera distinta come cantautrici per altre etichette discografiche.

## Membri del gruppo
- Cheryl Parker - voce e chitarra
- Joanna Fox - voce e flauto
- Joanne Youle - tastiere

## Discografia
- "Piccadilly in the Rain (I'll Be There)" (1992)
- "Shine On Me Now" (1992)
- "I Really Like the Idea" (1994)
- "Independent Love Song" – #12 UK (1995)
- "I Wanna Be Free (To Be With Him)" – #21 UK (1995)
- "Love Hangover" – #54 UK (1995)
- "Naked" – #53 UK (1995)
- "Bad Girl" – #54 UK (1996)
- "Chemistry" (1996)